# 劉思明 (光緒進士)
劉思明，殿試後改名劉思濬，字文欽，貴州省平越直隸州人，清末官员，同進士出身。
光緒二十九年（1903年）癸卯科進士，三甲九十八名，同年閏五月，著交吏部掣签分发各省，以知县即用。官江蘇知府。